# قائمة رؤساء حكومات أندورا
رئيس حكومة إمارة أندورا (بالكتالونية: Cap de Govern del Principat d'Andorra)‏، المعروف أيضًا باسم رئيس وزراء أندورا، هو الرئيس التنفيذي لحكومة أندورا. يتم تعيينه من قبل المجلس العام. تم إنشاء هذا المنصب في عام 1982 بعد إصلاحات دستورية فصلت السلطتين التنفيذية والتشريعية. تم انتخاب أوسكار ريباس ريج كأول رئيس وزراء للبلاد في 4 يناير 1982. رئيس الوزراء الحالي هو كزافييه إسبوت زامورا، الذي يشغل منصبه منذ 16 مايو 2019. 

## رؤساء وزراء أندورا (1982 حتى الآن)
| م   | الصورة | الاسم (ولادة-وفاة)                   | تاريخ الانتخاب | المدة في المنصب | المدة في المنصب | المدة في المنصب    | الحزب                        |
| م   | الصورة | الاسم (ولادة-وفاة)                   | تاريخ الانتخاب | بداية           | نهاية           | الفترة             | الحزب                        |
| --- | ------ | ------------------------------------ | -------------- | --------------- | --------------- | ------------------ | ---------------------------- |
| 1   |        | أوسكار ريباس ريج (1936–2020)         | 1981           | 8 يناير 1982    | 21 مايو 1984    | 2 سنوات و134 أيام  | مستقل                        |
| 2   |        | جوزيب بينتات سولانس (1925–2007)      | 1985           | 21 مايو 1984    | 12 يناير 1990   | 5 سنوات و236 أيام  | مستقل                        |
| (1) |        | أوسكار ريباس ريج (1936–2020)         | 1989 1992 1993 | 12 يناير 1990   | 7 ديسمبر 1994   | 4 سنوات و326 أيام  | المجموعة الوطنية الديمقراطية |
| 3   |        | مارك فورنيه مولني (1946-)            | 1997 2001      | 7 ديسمبر 1994   | 27 مايو 2005    | 10 سنوات و174 أيام | الحزب الليبرالي              |
| 4   |        | ألبرت بنتات (1943-)                  | 2005           | 27 مايو 2005    | 5 يونيو 2009    | 4 سنوات و9 أيام    | الحزب الليبرالي              |
| 5   |        | جيمس بارتوميو (1954-)                | 2009           | 5 يونيو 2009    | 28 أبريل 2011   | 1 سنة و327 أيام    | الحزب الديمقراطي الاجتماعي   |
| —   |        | بيري لوبيز أغراس (1971-) بالوكالة    | —              | 28 أبريل 2011   | 12 مايو 2011    | 14 أيام            | الحزب الديمقراطي الاجتماعي   |
| 6   |        | أنتوني مارتي (1963-)                 | 2011           | 12 مايو 2011    | 23 مارس 2015    | 3 سنوات و315 أيام  | ديمقراطيو أندورا             |
| —   |        | جيلبرت سابويا سونيي (1966-) بالوكالة | —              | 23 مارس 2015    | 1 أبريل 2015    | 9 أيام             | ديمقراطيو أندورا             |
| (6) |        | أنتوني مارتي (1963-)                 | 2015           | 1 أبريل 2015    | 16 مايو 2019    | 4 سنوات و45 أيام   | ديمقراطيو أندورا             |
| 7   |        | كزافييه إسبوت زامورا (1979-)         | 2019 2023      | 16 مايو 2019    | في المنصب       | 5 سنوات و310 أيام  | ديمقراطيو أندورا             |